# اتامبوتول/ایزونیازید/پیرازینامید/ریفامپیسین
اتامبوتول/ایزونیازید/پیرازینامید/ریفامپیسین، همچنین به عنوان اتامبوتول/ایزونیازید/پیرازینامید/ریفامپین نیز معروف است، دارویی است که برای درمان بیماری سل استفاده می‌شود. این دارو یک ترکیب دوز ثابت از اتامبوتول، ایزونیازید، پیرازینامید و ریفامپیسین است. این ترکیب به تنهایی یا با سایر داروهای ضد مایکوباکتریوم مورد استفاده قرار می‌گیرد. این دارو به صورت خوراکی تجویز می‌شود.
عوارض جانبی شامل عوارض هر یک از ترکیبات به کار رفته در این ترکیب است. پیریدوکسین ممکن است برای کاهش خطر بی‌حسی استفاده شود. مصرف آن در افرادی که مشکلات کبدی یا کلیوی شدید دارند توصیه نمی‌شود. ممکن است استفاده از آن در کودکان مناسب نباشد. مشخص نیست که آیا استفاده از آن در دوران بارداری بی خطر است یا خیر.
این دارو در فهرست داروهای ضروری سازمان بهداشت جهانی قرار دارد. این ترکیب با نام‌های تجاری Voractiv و Rimstar در انگلستان به فروش می‌رسد.